# フルオロヨードメタン
フルオロヨードメタン（Fluoroiodomethane）は、化学式がCH2FIであるハロメタンの一つ。
フルオロヨードメタンはヨード酢酸から合成することができる。
アイソトポマーである[18F]フルオロヨードメタン(PubChem 451313)は、放射性医薬品の合成におけるフルオロメチル化に用いられる。